# Wilhelm Gaida
Wilhelm Gaida (* 6. November 1902 in Oberhohenelbe (Hořejší Vrchlabí), Bezirk Hohenelbe, Böhmen; † 27. November 1988) war ein tschechoslowakischer und später deutscher Partei- (KPTsch, SED) und Offizier des Ministeriums für Staatssicherheit (MfS) der DDR. Er war Partisan im Zweiten Weltkrieg, von 1952 bis 1957 Leiter der Bezirksverwaltung Erfurt des MfS und Mitglied des Kollegiums des MfS.

## Leben
Gaida, Sohn eines Drechslers und einer Weberin, besuchte die Volksschule und absolvierte zwischen 1916 und 1918 eine Ausbildung zum Karosseriebauer. Anschließend war er mit Unterbrechungen im Beruf tätig. Das mehrheitlich deutschsprachige Gebiet im Riesengebirge im Nordosten Böhmens, in dem er lebte, gehörte bis 1918 zu Österreich-Ungarn und dann zur Tschechoslowakei. 1924 trat er der Kommunistischen Partei der Tschechoslowakei (KPTSch) bei. Von 1930 bis 1932 war er Ortsgruppenleiter der KPTsch (Nachfolger seines 1930 verstorbenen Vaters Wilhelm Gaida) und anschließend von 1932 bis 1938 Politischer Leiter des Bezirks Hohenelbe. 1937 wurde er zu sechs Monaten Haft verurteilt, da er um Spanienkämpfer geworben hatte. Nach der Besetzung des Sudetenlandes durch NS-Deutschland floh er 1938 nach Prag und emigrierte 1939 in die Sowjetunion. Nach einer erfolgreichen Heilkur in einem Sanatorium im Kaukasus meldete er sich für das größte Traktorenwerk in Tscheljabinsk und arbeitete dort von Juli 1939 bis Juni 1942. 1943/44 besuchte Gaida eine Parteischule in Moskau.
Im September 1944 sprang Gaida neben Franz Gold, Karl Linke und Josef Schütz in der Slowakei, im Raum Banská Bystrica, ab. Sie sollten im slowakischen Aufstandsgebiet unter der deutschen Minderheit Propagandaarbeit leisten. Nach der Niederwerfung des Slowakischen Nationalaufstandes 1944 war Gaida als Funker in der Partisaneneinheit Vpřed tätig.
1945 wurde Gaida Vorsitzender des Antifa-Komitees des Bezirkes Oberhohenelbe. Im Rahmen eines Antifa-Transportes kam Gaida in die Sowjetische Besatzungszone. Von 1946 bis 1948 war er Mitarbeiter der SED-Landesleitung Thüringen in Weimar. 1947/48 besuchte er einen Halbjahreslehrgang an der Parteihochschule und war dann 1948/49 Sozialdirektor bei BMW Eisenach. 1949 wurde er bei der Verwaltung zum Schutz der Volkswirtschaft (ab Februar 1950 Länderverwaltung für Staatssicherheit) Thüringen eingestellt. Er war Leiter der Abteilung VI (Staatsapparat, Parteien) und ab 1951 Stellvertreter Operativ des Leiters. Von 1952 bis 1957 fungierte Gaida als Leiter der Bezirksverwaltung Erfurt des MfS. Gaida war zudem Mitglied der SED-Bezirksleitung Erfurt. 1957 wurde er Leiter der Hauptverwaltung B (Innere Verwaltung) des MfS. Von 1957 bis 1965 war er Mitglied des Kollegiums des MfS. 1965 wurde er im Range eines Obersts entlassen und berentet.
Gaida war verheiratet und Vater von zwei Söhnen. Er lebte zuletzt als Veteran in Ost-Berlin. Gaida wurde in der Gräberanlage für Verfolgte des Naziregimes auf dem Zentralfriedhof Friedrichsfelde in Berlin-Lichtenberg beigesetzt.

## Auszeichnungen
- Dukla-Medaille (ČSSR, 1961)
- Erinnerungsmedaille des slowakischen Nationalaufstandes (ČSSR, 1964)
- Orden „Banner der Arbeit“ (1962)
- Vaterländischer Verdienstorden in Gold (1969)
- Medaille für die Verteidigung des Vaterlandes (ČSSR, 1969)
- Karl-Marx-Orden (1977)
- Orden „Stern der Völkerfreundschaft“ (1987)

## Schriften
- (mit Franz Gold und Josef Schütz): Im Partisaneneinsatz in der Slowakei. In: Horst Köpstein: Beiderseits der Grenze. Über den gemeinsamen antifaschistischen Widerstandskampf von Deutschen, Tschechen und Slowaken 1939 bis 1945. Deutscher Militärverlag, Berlin 1965.
- Als Partisan in den Bergen der Slowakei. In: Stefan Doernberg (Hrsg.): Im Bunde mit dem Feind. Deutsche auf alliierter Seite. Dietz, Berlin 1995, ISBN 3-320-01875-2.